# Chlaenius
Shanwangicarabus
Genre
Synonymes
- Callistochrous Chaudoir, 1850
- Hemichlaenius H.W. Bates, 1892
- Shanwangicarabus Hong 194

Chlaenius est un genre de coléoptères de la famille des Carabidae, de la sous-famille des Licininae, de la tribu des Chlaeniini et de la sous-tribu des Chlaeniina.

## Classification
Le genre Chlaenius est décrit par Bonelli en 1810.

## Sous-genres
C. (Achlaenius) - 
C. (Agostenus) - C. (Anomoglossus) - C. (Chlaeniellus) - C. (Chlaenioctenus) - C. (Chlaenites) - C. (Chlaenius) - C. (Dinodes) - C. (Eochlaenius) - C. (Epomis) - C. (Eurydactylus) - C. (Indalma) - 
C. (Lissauchenius) - C. (Lithochlaenius) - C. (Naelichus) - C. (Pelasmus) - C. (Pseudanomoglossus) - C. (Stenochlaenius) - C. (Trichochlaenius)

## Espèces fossiles
Selon Paleobiology Database en 2023, le genre a six espèces fossiles référencées.
- †Chlaenius electrinus, Giebel 1862
- †Chlaenius furvus, Hong 1984
- †Chlaenius gebleri, Ganglbauer 1891
- †Chlaenius plicatipennis, Wickham 1917
- †Chlaenius primaevus, Piton & Théobald 1939
- †Chlaenius punctulatus, Horn 1876

## Galerie

Quelques espèces vivantes du genre Chlaenius.
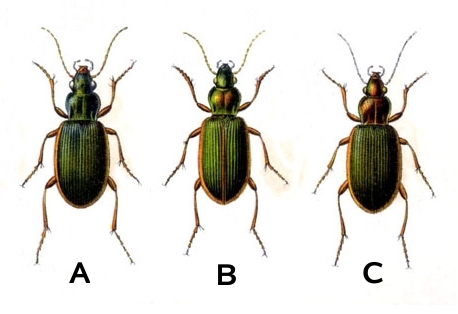
A: C. velutinus; B: C. spoliatus; C: C. festivus.
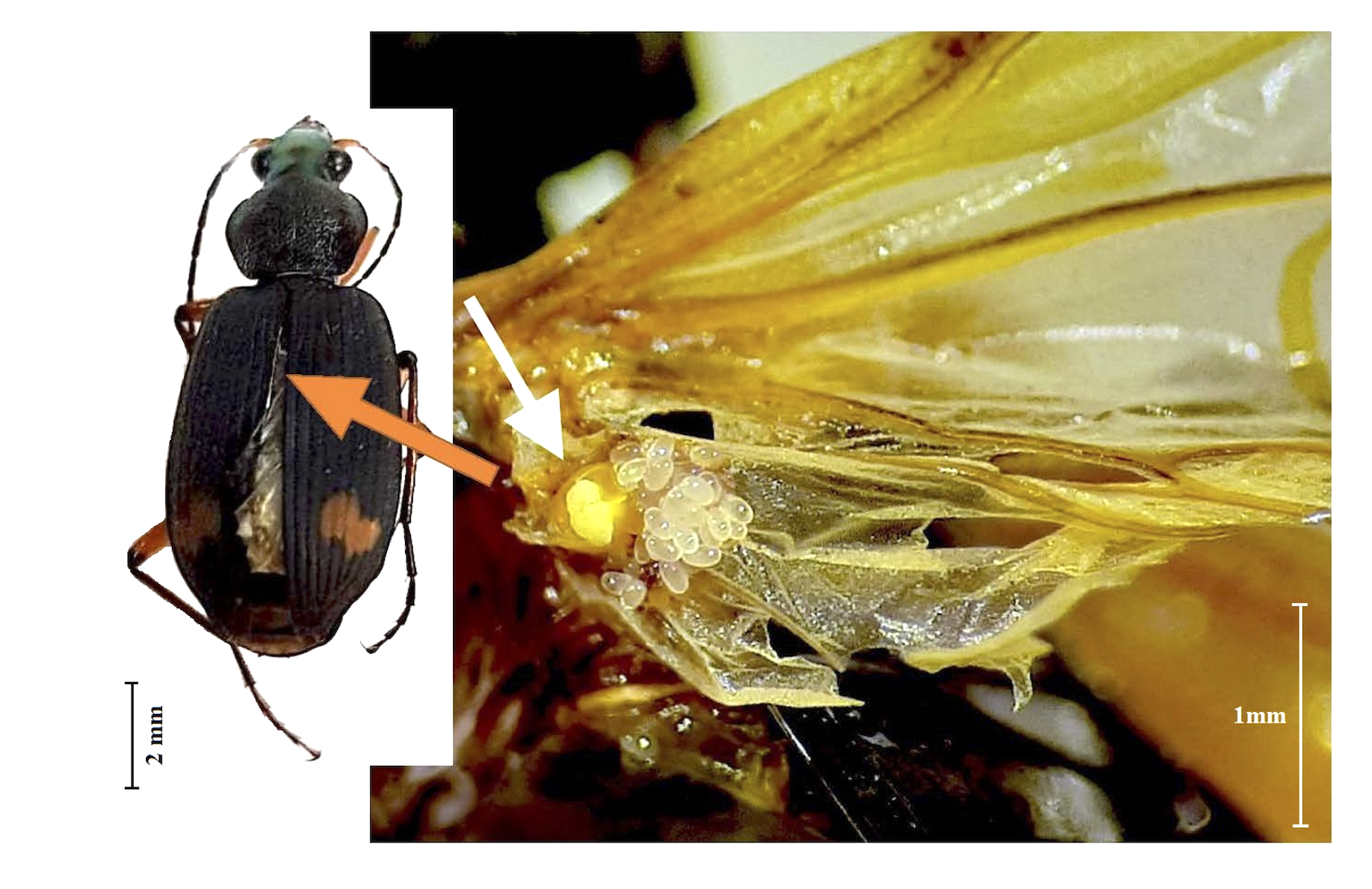
L'acarien Eutarsopolipus paryavae (Acari, Heterostigmatina, Podapolipidae) sous les élytres de son coléoptère hôte Chlaenius flaviguttatus.
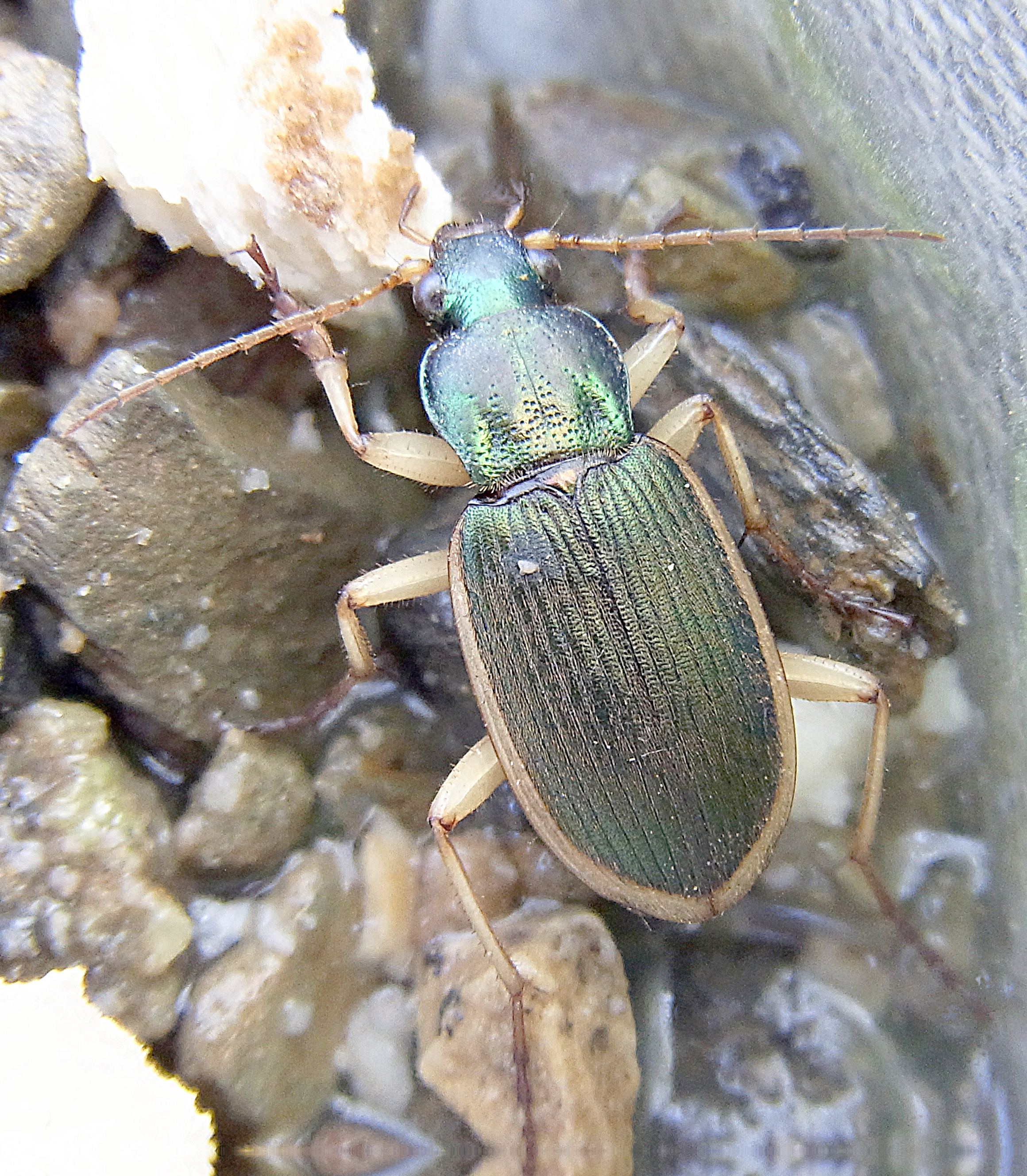
Chlaenius velutinus.
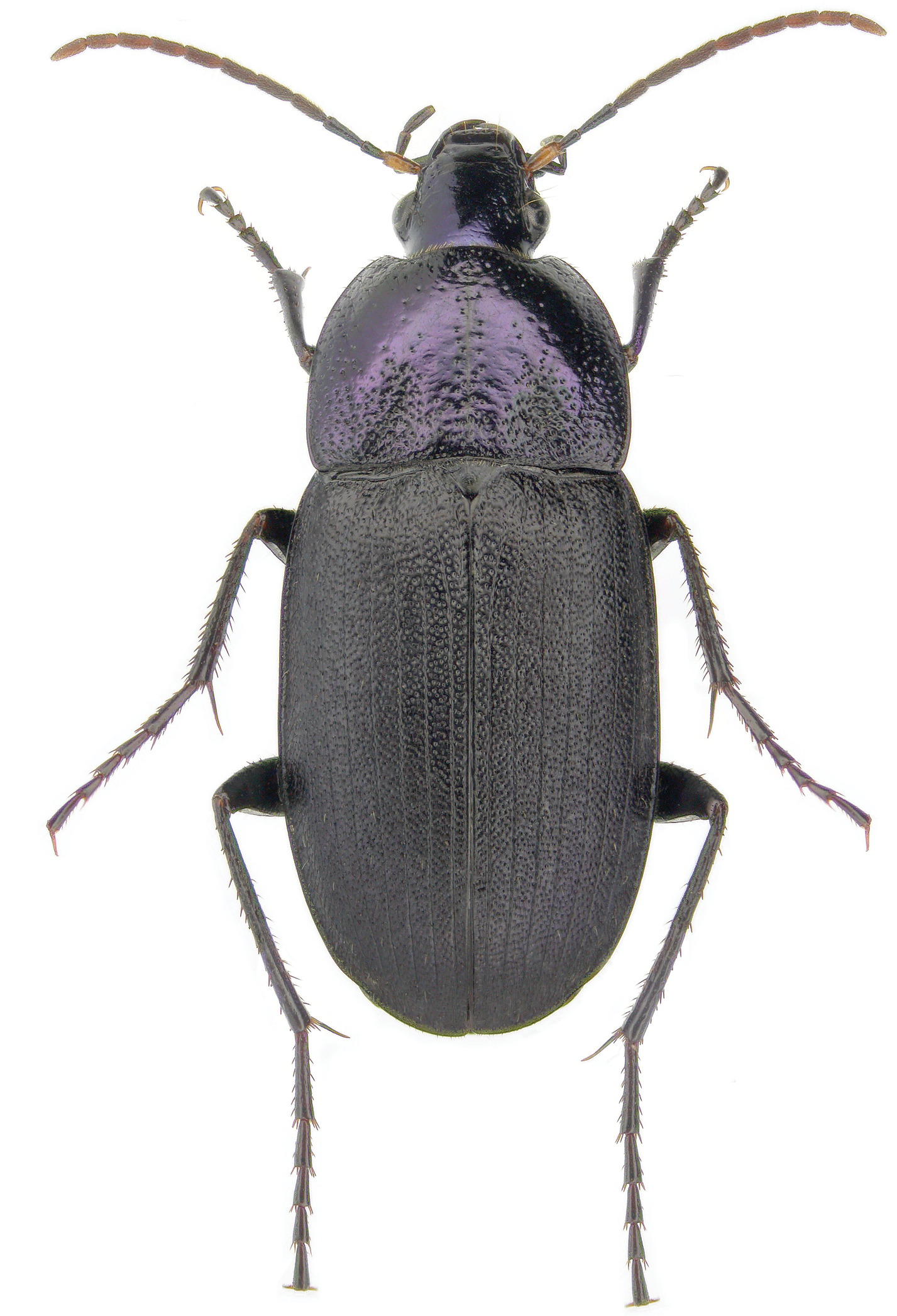
Chlaenius purpuricollis.
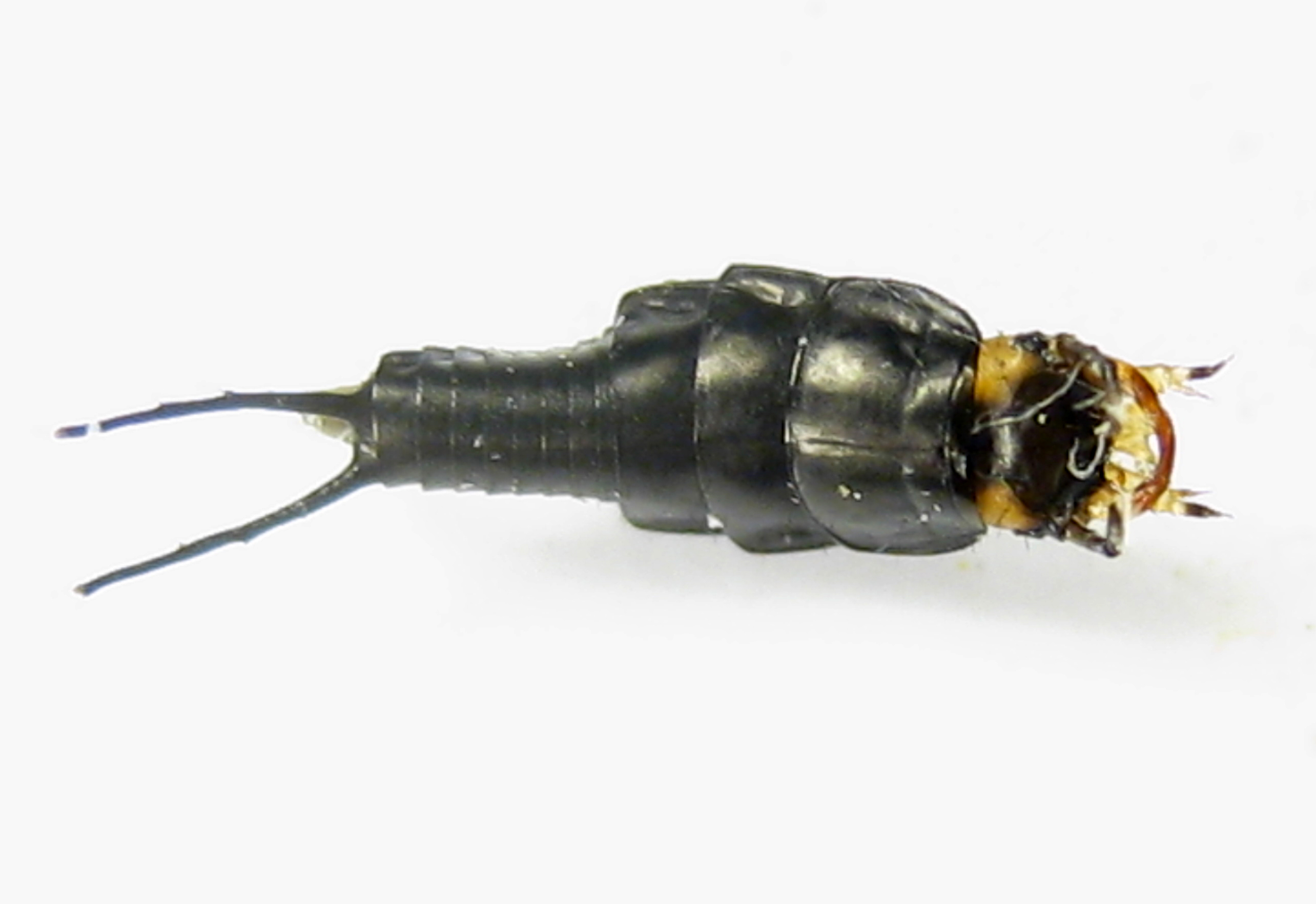
Chlaenius sp., larves
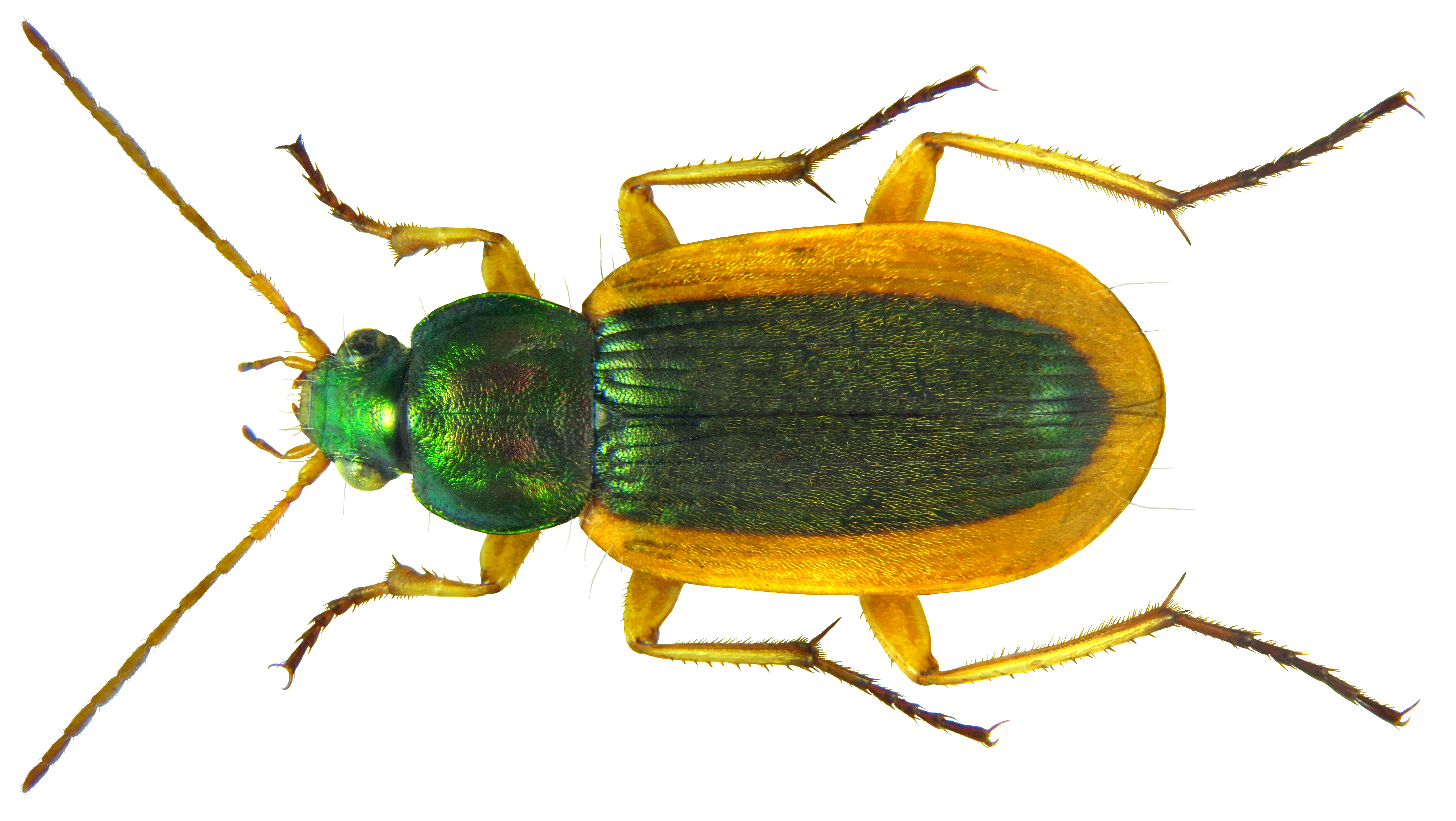
Chlaenius senegalensis.
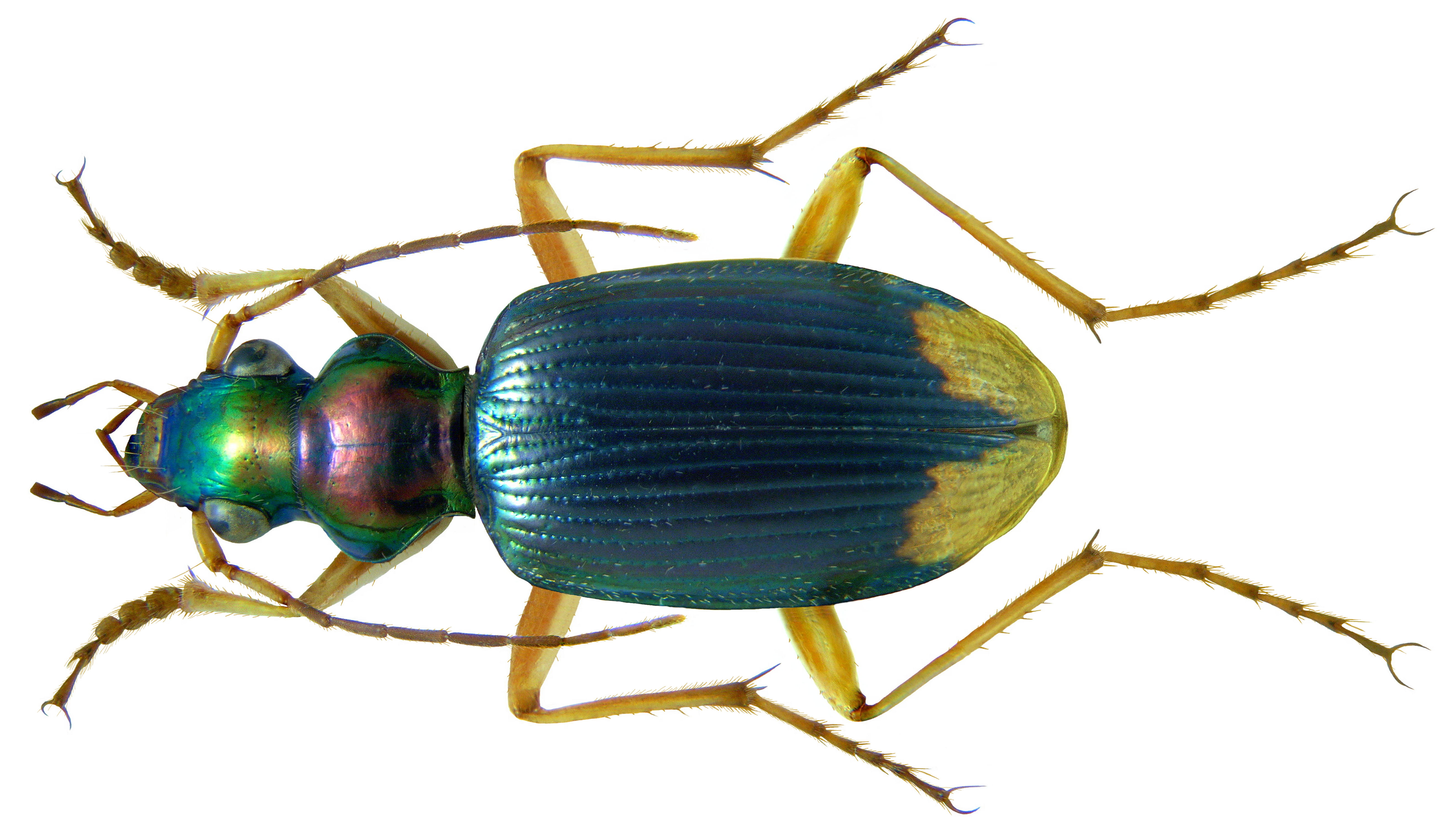
Chlaenius apicalis.
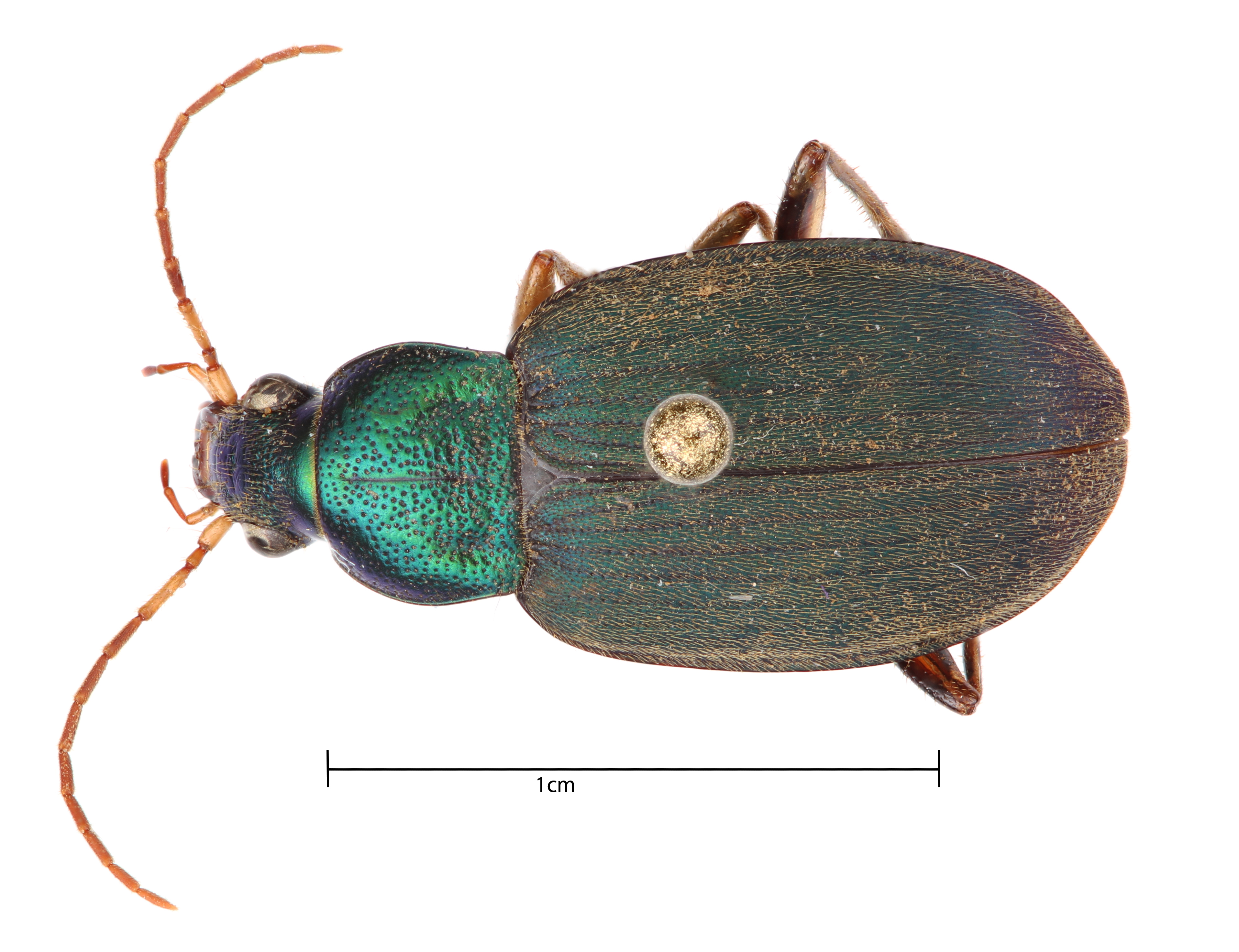
Chlaenius chaudoiri.
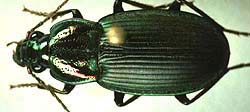
Chlaenius pimalicus.
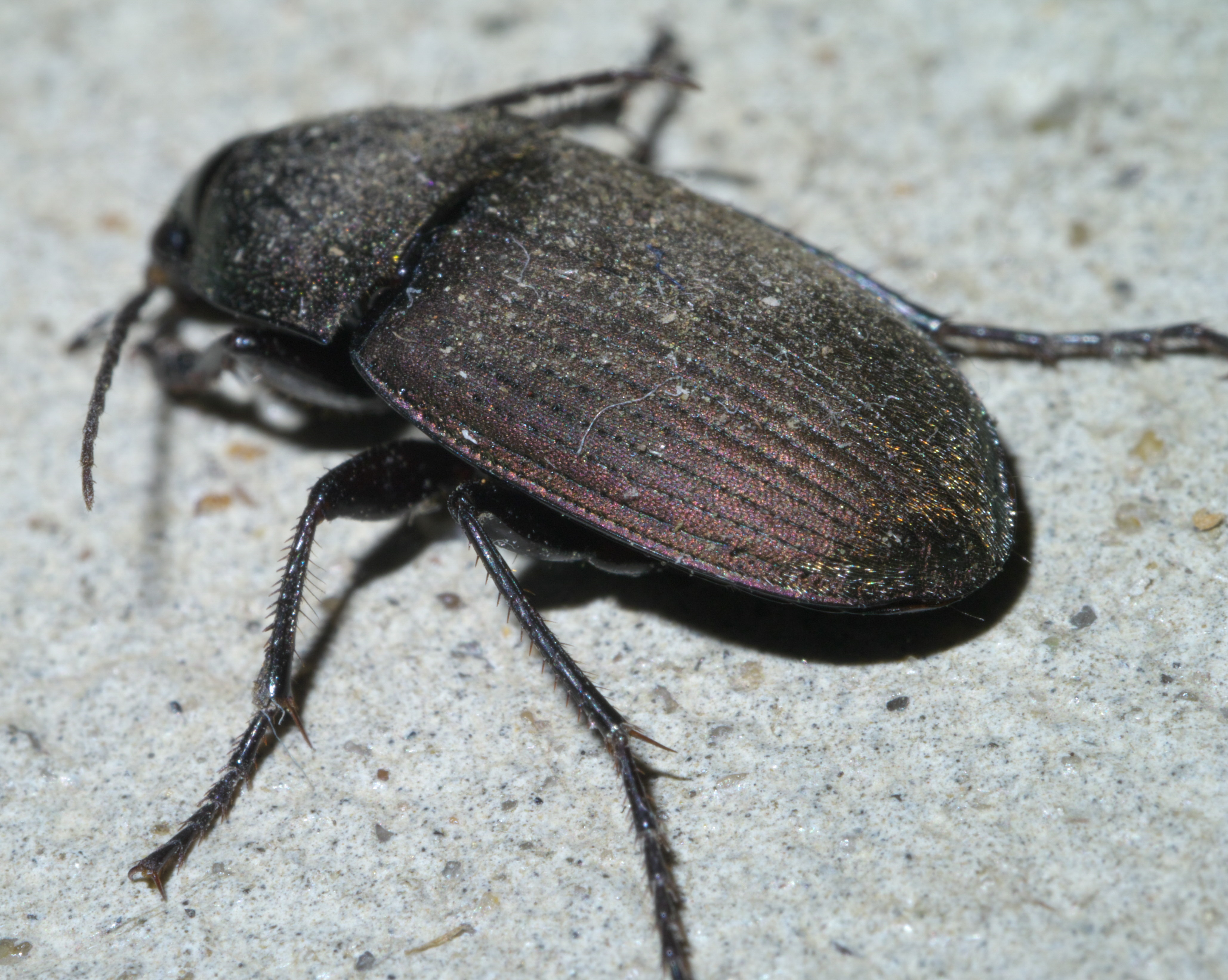
Chlaenius tomentosus.

### Publication originale
- Franco Andrea Bonelli, Observations Entomologiques, Première partie. Tabula Synoptica., vol. 18, coll. « Mémoires de l’Académie des Sciences de Turin », 1810, 21–78 p.